# Río Secure
Río Secure är ett vattendrag i Bolivia.   Det ligger i departementet Beni, i den centrala delen av landet, 400 km norr om huvudstaden Sucre.
I omgivningen kring Río Secure växer i huvudsak städsegrön lövskog. Området är nästan obefolkat, med mindre än två invånare per kvadratkilometer.